# Manuel Carrasco i Formiguera
Manuel Carrasco i Formiguera (Barcelona, 3 d'abril de 1890 - Burgos, Espanya, 9 d'abril de 1938) fou un advocat i polític català, líder democristià i nacionalista català del primer terç del segle xx. Fou germà dels metges Lluís i Rossend Carrasco i Formiguera.

## Biografia
Manuel Lleó Rossend Carrasco i Formiguera va néixer al carrer Pelai de Barcelona el 1890, fill de Rossend Carrasco i Ibáñez, de Villena, i de Magdalena Formiguera i Soler, de Barcelona. Els seus avantpassats eren originaris de Mazarrón (Múrcia). Va estudiar dret a la Universitat de Barcelona, on es doctorà i especialitzà en dret mercantil. Interessat en la docència posteriorment fou professor d'aquesta matèria a l'Escola d'Alts Estudis Comercials, centre dependent de la Mancomunitat de Catalunya. Es casà amb Pilar Azemar i Puig de la Bellacasa i va tenir vuit fills, entre ells Raimon Carrasco i Azemar i Rosa Maria Carrasco i Azemar. La coreògrafa Marta Carrasco i Llovet és la seva néta.

## Acció política
De jove milità a la Joventut Nacionalista de la Lliga Regionalista i l'any 1920 és elegit regidor per aquest partit a l'ajuntament de Barcelona. El 1922 participà en la fundació d'Acció Catalana, i aquest mateix any crea L'Estevet, setmanari nacionalista on es publiquen unes caricatures crítiques amb la dictadura de Primo de Rivera que el porten a la presó.
L'any 1930 participà en el Pacte de Sant Sebastià representant Acció Catalana, i l'any 1931 en proclamar-se la República és nomenat conseller de Sanitat i Beneficència del govern de Catalunya 1931-1932 sota la presidència de Francesc Macià. Mesos després és escollit diputat a les Corts Espanyoles en les eleccions generals per la circumscripció de Girona, cessant l'octubre de 1933, i on destacà per la seva defensa de la integritat de l'Estatut de Núria i la llibertat religiosa. L'any 1932 fou expulsat d'Acció Catalana juntament amb altres membres del sector catòlic i ingressà a Unió Democràtica de Catalunya, creada poc abans.

## Condemna a mort

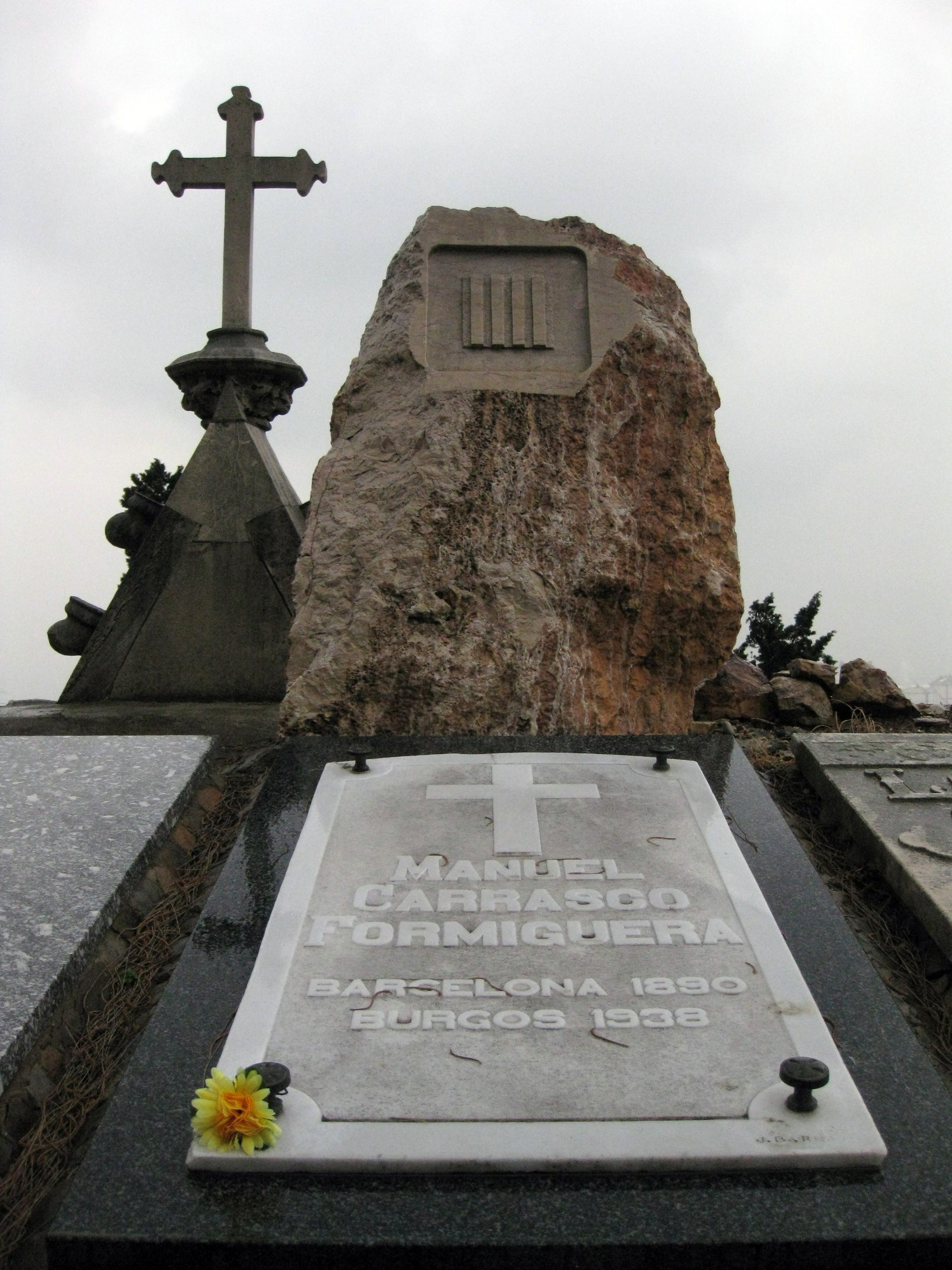
Tomba de Manuel Carrasco i Formiguera al Cementiri de Montjuïc

Iniciada la Guerra civil (1936) Carrasco i Formiguera es manté lleial a la República sense abandonar la seva ideologia democristiana, fet que li comporta ser perseguit per alguns sectors anarquistes i comunistes del bàndol republicà. Aquesta situació el força a traslladar-se al País Basc, on col·labora amb el govern del lehendakari Aguirre com a representant de la Generalitat.
Amb la conquesta franquista de Guipúscoa el febrer de 1937, Carrasco i Formiguera decideix tornar a Catalunya on serà novament assetjat. L'any 1937 intentà exiliar-se de nou, aquest cop embarcant-se amb tota la seva família cap a Biscaia, però la marina franquista interceptà el seu vaixell el 4 de març de 1937, fou empresonat. Traslladat a Burgos és condemnat a mort en un judici sumaríssim realitzat el 28 d'agost de 1937.

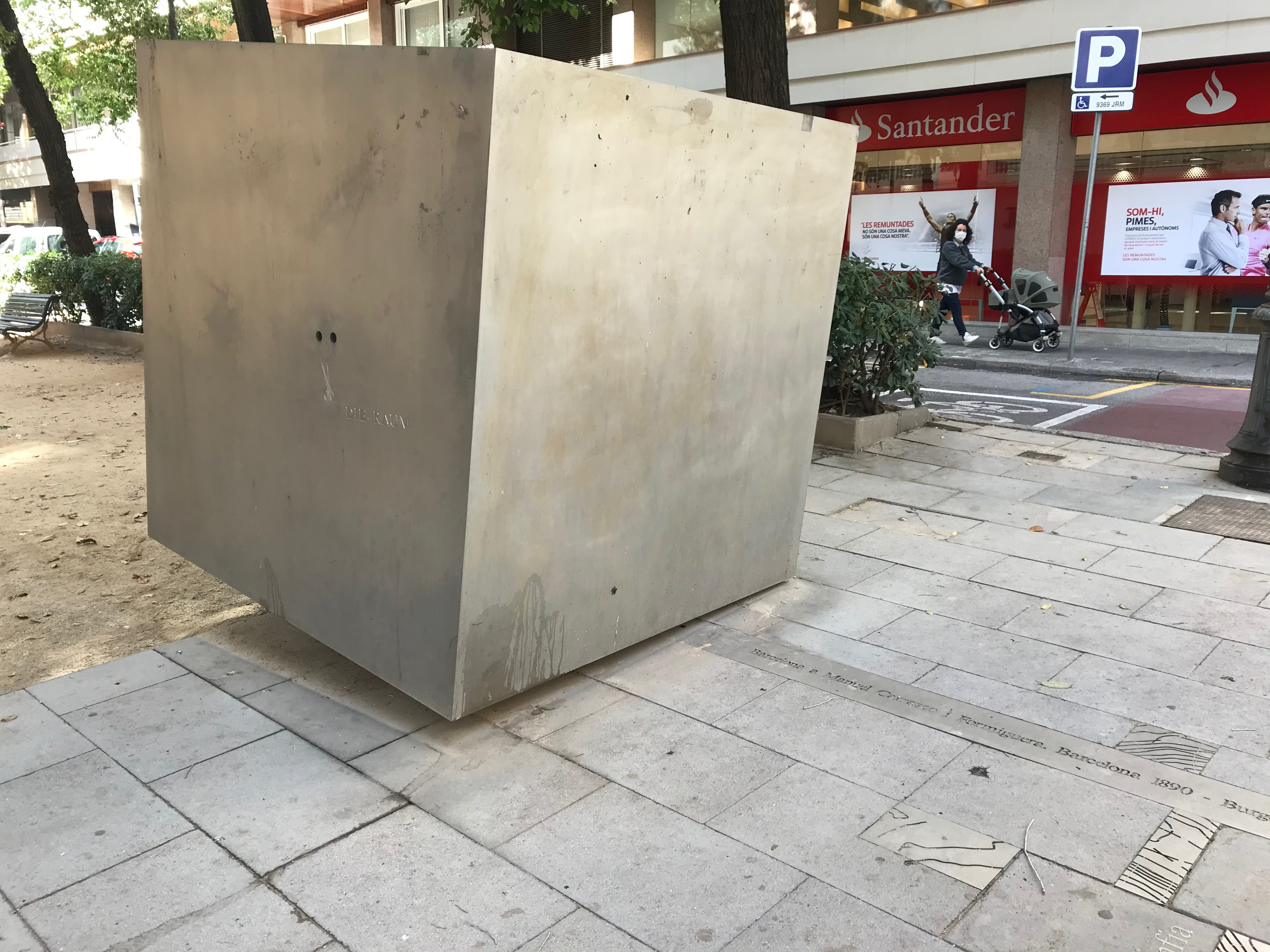
Monument a Manuel Carrasco i Formiguera "Die Raum" a la plaça d'Adrià, Barcelona.

L'execució de la sentència es va demorar vuit mesos, i es va produir el 9 d'abril de 1938, malgrat les gestions del Vaticà. Segons diversos autors, l'execució la va ordenar personalment Franco, en reacció a la protesta de diversos governs estrangers, entre els quals incloïa el del Vaticà, contra els bombardejos per l'aviació franquista d'objectius civils (com els que van tenir lloc el 16, 17 i 18 de març contra Barcelona, condemnats públicament per la Santa Seu a través d'una nota oficiosa publicada el 24 de març a L'Osservatore Romano).
La seva vídua, Pilar Azemar i Puig de la Bellacasa, també militant d'UDC, sempre va mantenir viva la memòria del seu marit i va promoure des del 1976 la rehabilitació de la seva figura. El 25 de setembre de 2005 el Congrés dels Diputats va acordar, a proposta del grup parlamentari de Convergència i Unió, anul·lar el consell de guerra al qual havia estat sotmès Manuel Carrasco i Formiguera l'any 1937.
Va estar enterrat al cementiri de l'Església de Sant Genís dels Agudells, Barcelona, fins a l'any 2001, en què les seves despulles es van traslladar al cementiri de Montjuïc.

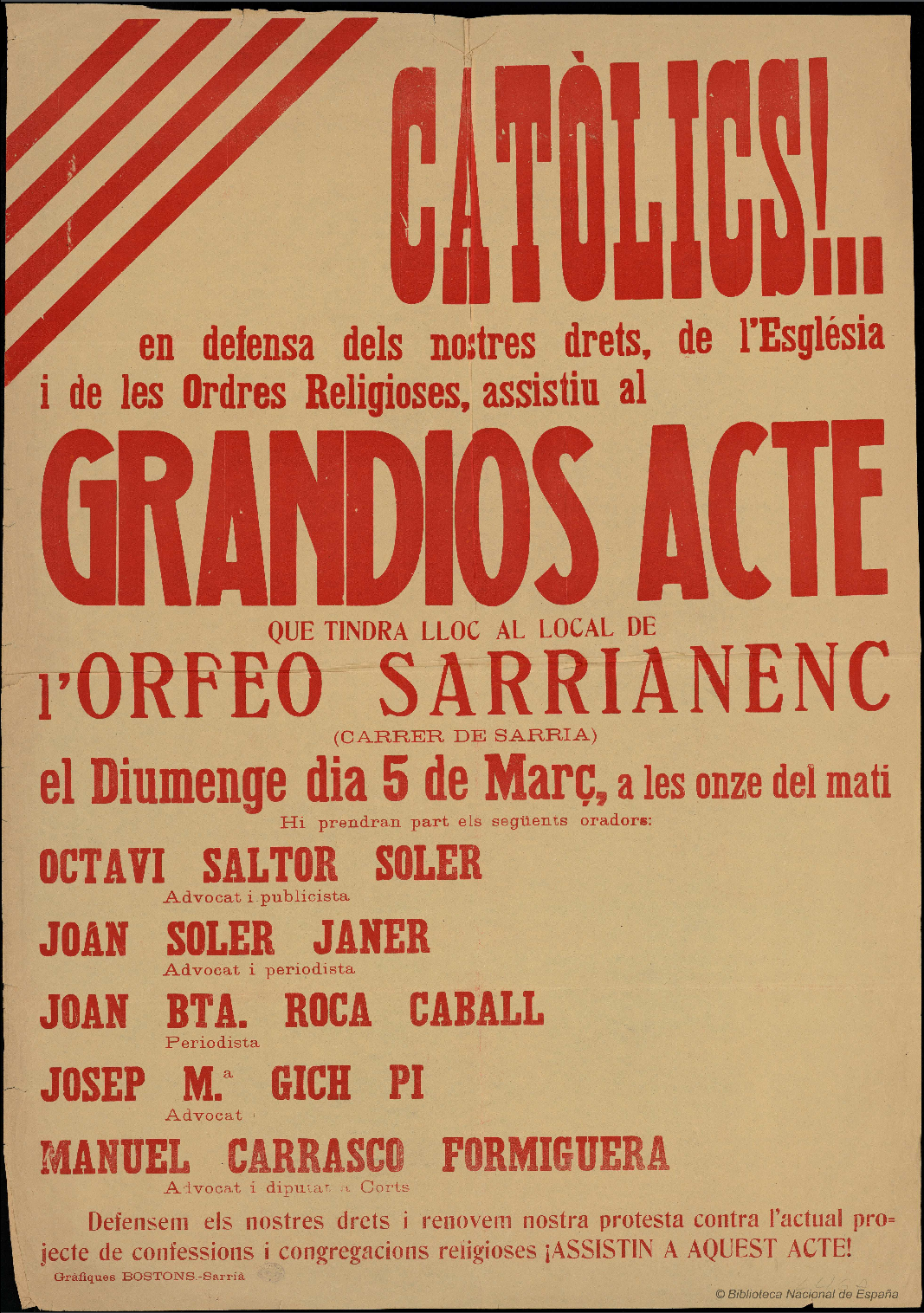
Carrasco i Formiguera anunciat com a orador en un acte en defensa de l'Església (1933)

## Honors i reconeixements
Des de la reinstauració de la democràcia, molts municipis de Catalunya li han dedicat espais públics, estàtues, monuments i equipaments en record i memòria a la figura de Manuel Carrasco i Formiguera.

### Barcelona

#### Carrer de Carrasco i Formiguera
El 20 de desembre de 1979, pocs mesos després de les primeres eleccions democràtiques municipals en més de quaranta anys, l'Ajuntament de Barcelona li dedicà un carrer en honor seu, el carrer de Carrasco i Formiguera, al barri de Sarrià al districte de Sarrià-Sant Gervasi, que fins al moment portava el nom de Doctor Amigant, comença al Passeig de la Bonanova i finalitza a l'entrada del recinte de l'escola Jesuïtes de Sarrià - Sant Ignaci.

#### MonumentA Manuel Carrasco i Formiguera
Article principal: A Manuel Carrasco i Formiguera
El 16 de setembre de 2003, a la plaça d'Adrià, al barri de Sant Gervasi - Galvany al districte de Sarrià-Sant Gervasi de Barcelona es va inaugurar un monument en honor seu, A Manuel Carrasco i Formiguera, obra de l'artista gironí, Josep (Pep) Admetlla.
Institut (IES) Manuel Carrasco i Formiguera
L’Institut (IES) Manuel Carrasco i Formiguera és un centre docent públic del Departament d’Educació de la Generalitat de Catalunya, situat al carrer Santa Fe, 2, al barri Vilapicina i la Torre Llobeta del districte de Nou Barris, de Barcelona, impartint-se els ensenyaments d'ESO i batxillerat, amb una mitjana de 360 alumnes.
L'abril de 1993, el conseller d'Ensenyament Joan Maria Pujals, membre de CiU, signà l'ordre que anomenava al centre com a Institut (IES) Manuel Carrasco i Formiguera, fins aquell moment Joan Maragall.

#### Torre d’aigües de Carrasco i Formiguera
Als Jardins dels Setze Jutges, entre la Via Augusta, 356; i el Carrer de Carrasco i Formiguera, 7, al barri de Sarrià al districte de Sarrià-Sant Gervasi de Barcelona es conserva, com a vestigi històric de l'enginyeria civil una torre d'aigues. Abastia d'aigües subterrànies a les cases senyorials del seu voltant de l'època, que ja han desaparegut, construïda el 1914 per Francisco de Lara i Fontanilles, marqués de Villamediana. Porta el nom del polític democratacristià per la seva immediata proximitat al carrer de Carrasco i Formiguera.

### L'Hospitalet de Llobregat
Al barri de Santa Eulàlia al districte III de L'Hospitalet de Llobregat es troba el carrer de Carrasco i Formiguera, antigament Juan Cahué, limitant amb l'antiga fàbrica de Vanguard.